# وادي المستالم
وادي المستالم هو واد في سراة بلاد بلقرن في محافظة بلقرن تسيل مياهه من جبل السوداء ومن جبل الصفراء باتجاه الغرب حتى يلتقي مع وادي غضار جنوبي قرية الحصن بالحرجة.